# Nádvorný rybník
Nádvorný rybník je vodní plocha nacházející se na bezejmenném levostranném přítoku Jiheru, severně od Purkratic, nedaleko města Písku. Má nepravidelný tvar se zhruba severojižní orientací a dlouhou hrází na jihu. Od severu je napájen potokem z rybníka Prostřední, od západu z jednoho bezejmenného a voda odtéká stavidlem do dalšího bezejmenného rybníka. Na břehu rybníka vede cesta spojující hráz s ulicí Pod Nádvorným. Rybník vznikl před rokem 1896.

## Galerie

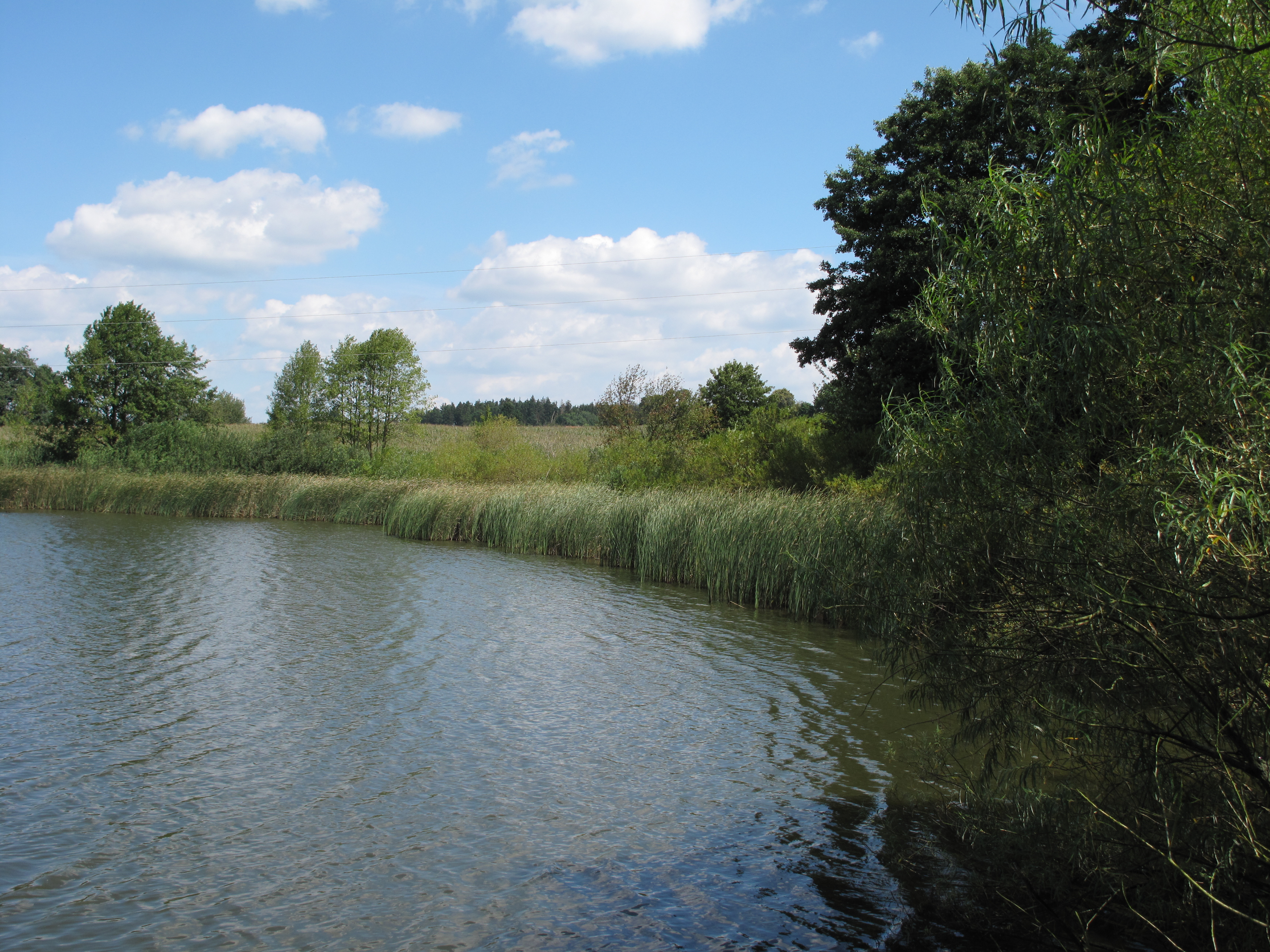
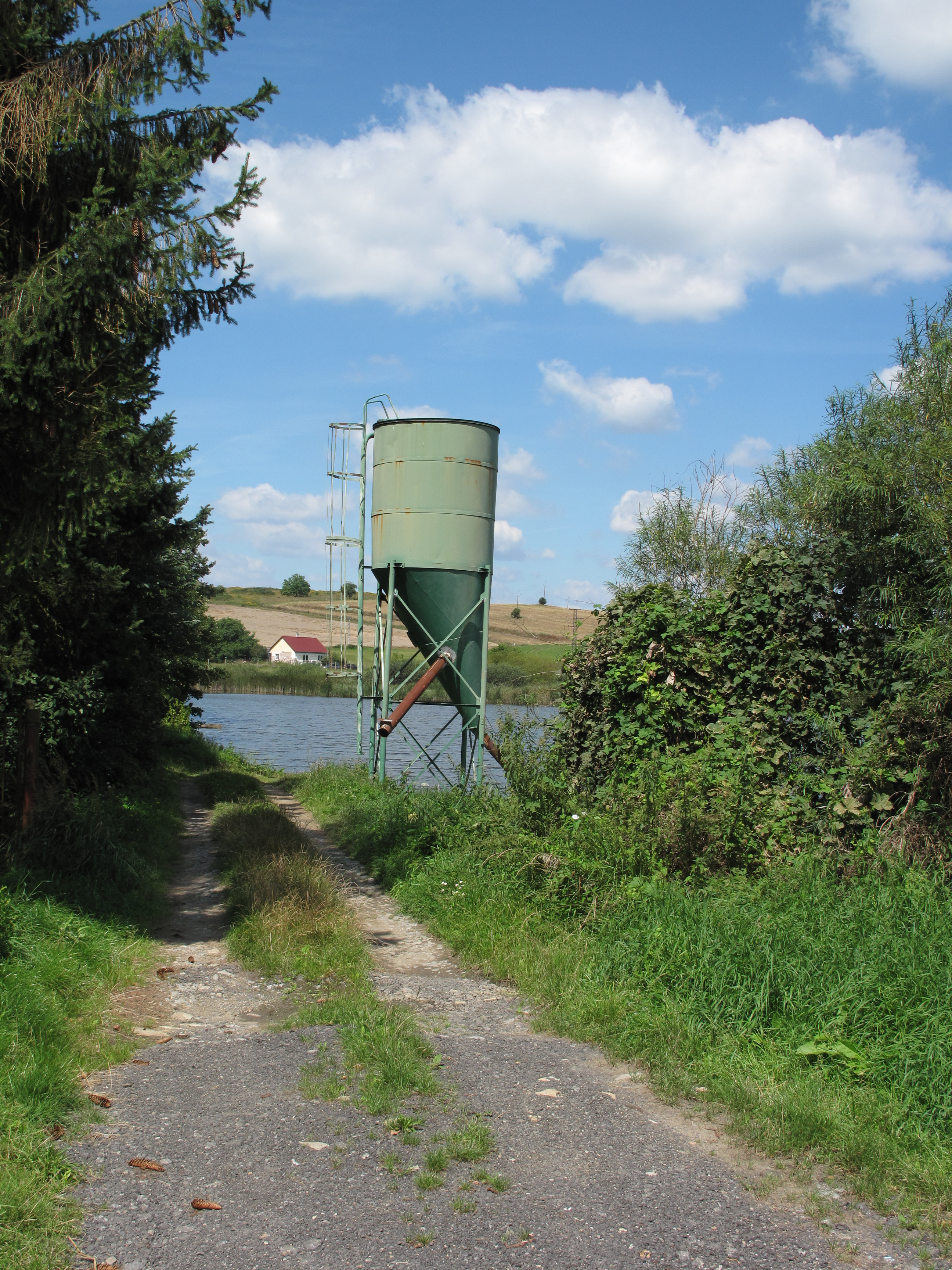
Silo
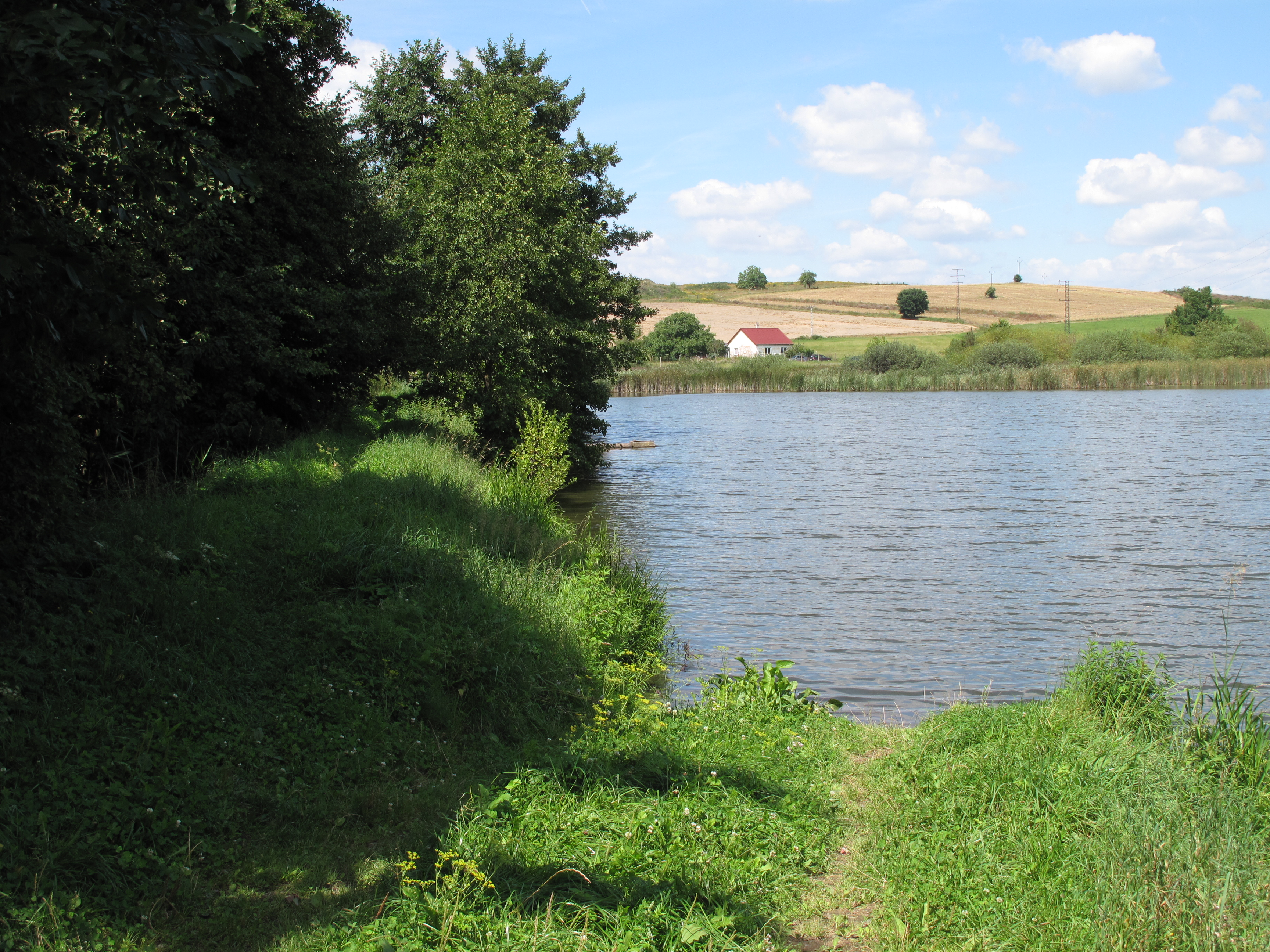
Hráz